# Asociación Hebraica y Macabi
La Asociación Hebraica  es un club social y deportivo  de la Ciudad Vieja de Montevideo.  
Fue fundado por miembros de la Comunidad Judía del Uruguay como resultante de dos movimientos: Macabi Hacoaj, que data de 1939, y Asociación Hebraica del Uruguay, que data de 1944, fusionadas en marzo de 1963. 
Se coronó bicampeón de la Liga Uruguaya de Básquetbol, tras ganarle en las finales a Defensor en 2015-16, y, a Aguada en 2016-17.
En 2023 volvió a salir campeón ganándole las finales a Nacional.

## Historia
Hebraica y Macabi es una institución sin fines de lucro que desarrolla sus actividades en lo cultural, social y deportivo. Se destaca fundamentalmente en lo cultural con las actividades de los niños y jóvenes agrupados en Macabi Tzair movimiento scout y de voluntariado cuyo número oscila en los 480 socios.
Entre las actividades deportivas podemos destacar el básquet cuyo plantel se consagró tres veces Campeón Federal en los años 1975, 1977 y 1994 y otras tres veces campeón de la LUB (liga uruguaya de básquet) en las temporadas 2011-2012, 2015-2016 y 2016-2017.
También participa fútbol de cancha compitiendo en la liga universitaria con 280 jugadores, habiendo logrado en 2010, por primera vez en su historia, el ascenso a la categoría B. En otros deportes amateurs se compite en hándbol federado (ambos sexos), voleibol federado y paddel federado.

### Sus inicios
El Club Deportivo Macabi Hacoaj Uruguay se funda en mayo de 1939; la Asociación Hebraica del Uruguay en agosto de 1944, y ambas se fusiona en marzo de 1963, bajo el nombre de Asociación Hebraica y Macabi del Uruguay. 
La unificación se realiza por iniciativa de los señores Alejandro Holander y Moisés Soloducho presidentes respectivos de ambas instituciones.
En diciembre de 1966 el Consejo Nacional de Gobierno aprueba el estatuto y concede la personería jurídica de la nueva institución. 
En julio de 1964 se compra el predio de la calle Camacuá 623 y en agosto se pone la piedra fundamental.
En sus comienzos era una institución que se realizaban actividades deportivas, sociales y culturales de interés de comunitario. Luego con el tiempo fue dedicando únicamente a lo deportivo y social.
Históricamente fue una institución identificada con el basketball con logros muy importantes a nivel nacional.

### Ascenso y primeras temporadas en Liga (2007-11)
En 2007-08, Hebraica clasifica como quinto (15-9) y luego como 3.º a playoffs (8-6) para pasar a la final tras vencer al equipo de Atenas por 3-2, pero luego caer ante el gran candidato y vigente subcampeón Biguá por 3-0.
En 2008-09, el macabeo clasifica a la segunda fase como séptimo (14-12) y luego clasifica a playoffs como sexto (9-9). Quedaría afuera con Malvín por 2-0.
En 2009-10, Hebraica clasifica a la segunda fase como 9.º (15-15) , para luego quedar afuera por mantener la misma posición (1-8). No clasificaría a playoffs.
En 2010-11, Hebraica termina en mitad de tabla para clasificar a la segunda fase como quinto (16-12), pero luego bajando su rendimiento y quedando sexto (5-4). Luego perdería por 3-2 frente a Defensor.

### Presupuesto elevado, equipo protagonista (2011-15)

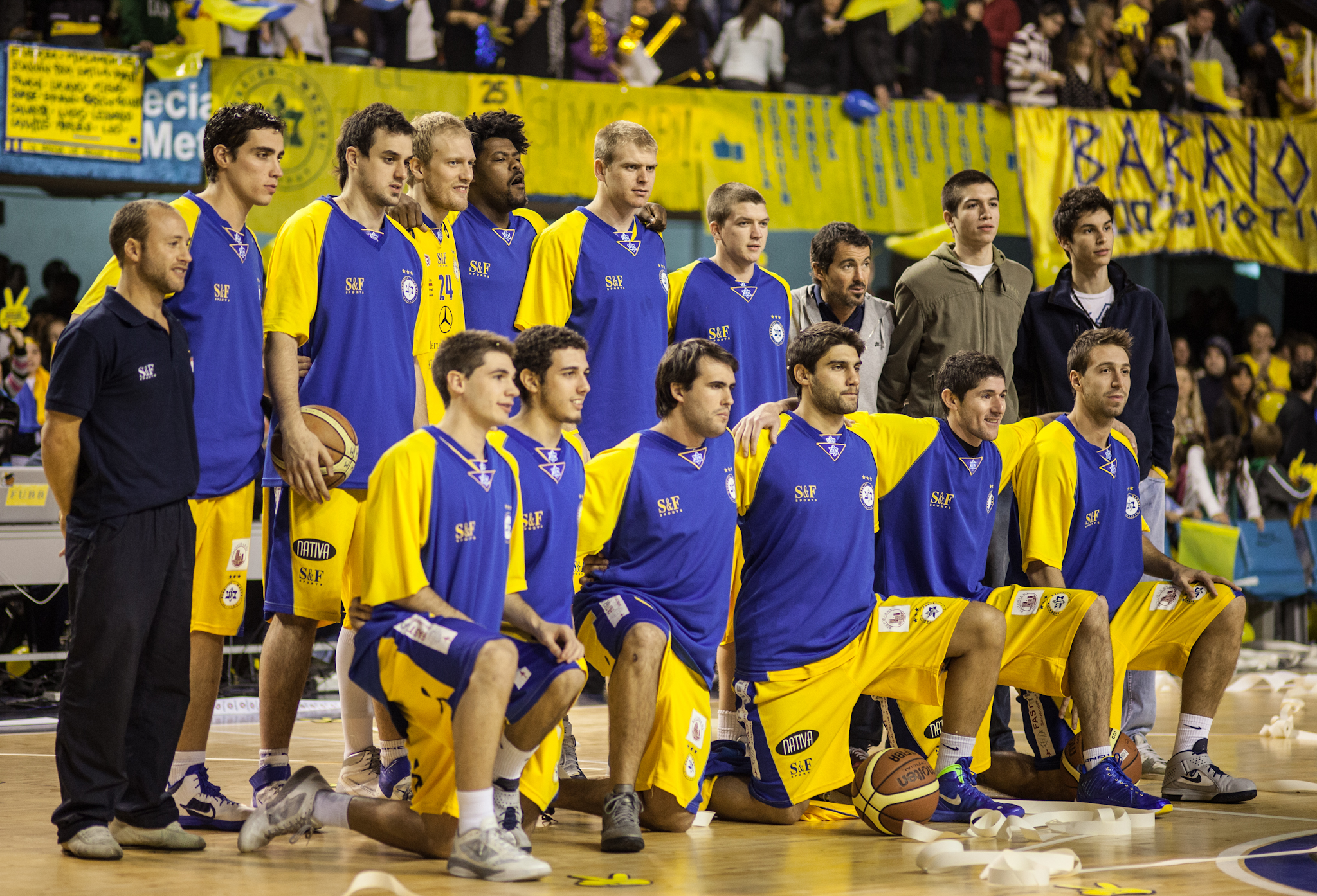
Plantel de Hebraica y Macabi en el último partido de las finales de la LUB 2011-12.

En 2011-12, Hebraica fue el mejor equipo de la fase regular, clasificando así como primero (25-5) . En la superliga, formó parte de la serie 1 y no perdió el primer lugar: clasificó cuartos y venció por 3-2 a Biguá. Luego en semifinales le ganó 3-2 a Aguada, para coronarse como campeón y ganar su primera Liga Uruguaya de Basquetbol vs el actual campeón Malvín por 3-2.
Hebraica juega la Liga Sudamericana de 2012 en su grupo C en Mar del Plata, donde estaría haciendo sus primeras experiencias internacionales este nuevo milenio y perdió los tres partidos.
En 2012-13, Hebraica clasificó como quinto (20-10) a la superliga, y en la superliga fue sexto (2-5); así terminó emparejado con Sayago al cual venció por 3-1, pero en cuartos de final el macabeo quedaría afuera con Malvín por 3-2.
En 2013-14, Hebraica clasificó como sexto a la superliga, y finalizó también sexto a los playoffs; donde venció por 3-0 a Plaza de Nueva Helvecia, pero el macabeo caería 3-2 con Aguada en semifinales.
En 2014-15, el equipo se mantiene en las primeras posiciones, donde termina siendo tercero en la superliga y teniendo que enfrentar a Aguada. El equipo macabeo venció por 3-1 al aguatero, pero terminaría siendo emparejado en semifinales con Malvín, donde el equipo playero le ganaría a Hebraica por 3-2, que sería a la postre campeón venciendo a Trouville y consagrándose como bicampeón.

### Época del bicampeonato (2015-17)
En 2015-16, el equipo logra mantener entre fase regular y superliga las primeras posiciones, para clasificar a cuartos de final venciendo así a Welcome por 3-0, y luego en semifinales a Trouville por 3-2. Finalmente, en la última instancia vence a Defensor por 4-2, en una de las series finales con menos convocatoria de la historia del basquetbol uruguayo.
Participó en la Liga Sudamericana de 2016, teniendo un muy buen papel y pasando la primera fase que se jugó en Chile con un récord de 2-1, Luego se dio al equipo uruguayo como anfitrión, que dio Maldonado como sede, pero terminó cayendo en el partido definitorio con el candidato del grupo Mogi das Cruzes (Hebraica finalizó 2-1, Mogi 3-0). Pero eso no quita que el macabeo tuvo un buen papel, peleando el pasó a ser parte de los cuatro mejores del torneo.
Participó de la Liga de las Américas 2017 gracias a ser campeón uruguayo. Tuvo una aceptable participación, pasando la primera fase pero cayendo 1-3 en un competitivo grupo con San Lorenzo, Weber Bahía y Leones de Ponce.
En 2016-17, manteniendo prácticamente el mismo plantel el equipo logra clasificar a la fase de superliga en el quinto puesto, para luego clasificar a playoffs como primero y volver a encontrarse con el equipo de Trouville y vencer por 3-2 en una atrapante serie que terminó ganando con autoridad el macabeo en el quinto partido. Luego en semifinales se enfrenta en un choque de candidatos al equipo de Malvín, donde Hebraica no tuvo tantos problemas para pasar la serie que terminó ganando 3-1. Llegaría a la final con Aguada, en una espectacular serie que hasta el séptimo partido estuvo muy pareja, pero el macabeo definió el 4-3 en un partido donde tácticamente pasó por encima del aguatero, consagrándose como bicampeón de la liga uruguaya.

### La ida de Parodi (2017-2019)
Tras lograr el bicampeonato, sufrió la ida de su base estrella Luciano Parodi, que partió al basquetbol argentino para formar parte del plantel del Weber Bahia. Sin embargo, Leonardo Zylberstein prefirió no contratar otro base, confiando en la capacidad de Salvador Zanotta, que le dio una buena mano en el bicampeonato como recambio del base de la selección uruguaya Luciano Parodi.
Participó de la Liga Sudamericana de 2017 por ser el vigente campeón de su país, pero tuvo un pase efímero, marchándose por un 0-3, sin ganar ningún partido.
Participó de la Liga de las Américas 2018 pero no fue excepción a su anterior presentación internacional, ya que se marchó 0-3 de Argentina, esta vez cayendo en un grupo más competitivo, pero sin dejar de ser un fracaso.
En 2017-18 tras la ida de Parodi, siguió siendo el principal candidato a ganar la Liga Uruguaya. Tras un no tan bueno torneo apertura y un buen torneo clausura, finalizó  empatado a partidos ganados con Aguada y Malvín (15-9) y como segundo de la tabla general, para meterse en cuartos de final pero sin definir aún su rival. El equipo no convencía, teniendo como excusa la lesión de Sebastián Izaguirre y Jimmy Boston, sumado al mal rendimiento de su extranjero Rashaun Freeman, quien fue cortado para contratar nuevamente a un viejo conocido que ya fue campeón con Hebraica como Jaime Lloreda. Sin embargo, el equipo no se pudo recuperar, teniendo así un récord de 1-5 y quedando emparejado con un candidato a ser finalista como Malvín, que lo dejaría afuera en cuartos de final por 3-2, en una serie muy pareja que insólitamente pierde el macabeo en el quinto partido, que parecía tenerlo dominado pero se lo dieron vuelta.

### Pésimas temporadas (2019-2022)
En la temporada 2019-20 hizo dos buenos torneos Apertura y Clausura, quedando en la tabla general 4.º con un saldo de (7-5) clasificando a cuartos de final donde se enfrentaria a Trouville y quedaría eliminado con un 3-1.
Al otro año en la LUB 2021 comenzó muy mal la temporada apenas ganando 2 partidos y perdiendo 9, quedó último en la tabla general, pero de todas formas al no haber descenso, clasificó a octavos de final, donde se enfrentaría a Malvín donde quedaría eliminado 2-0 (98 - 93 y 90 - 89) terminando así una temporada para el olvido.

### Nuevo título (2023-presente)
El 29 de mayo de 2023 Hebraica se coronó campeón de la Liga Uruguaya tras vencer a Nacional 84-71 en el Antel Arena, cerraron 4-2 la serie final y sumaron la séptima estrella a su escudo.

## Autoridades
Los órganos de dirección son: el Consejo Directivo, que designa a su Presidente, Secretario y Tesorero. Existe además un Consejo Consultivo y un Supervisor Contable. El Consejo Directivo designa a las distintas Comisiones, entre ellas la de básquetbol, las que deben rendirle cuentas. La Asociación Hebraica y Macabi del Uruguay está afiliada desde 1939 a la Unión Mundial Macabi y a la Confederación Latinoamericana Macabi (CLAM) perteneciéndole a Uruguay una Vicepresidencia.

### Comisión Directiva
Presidente: Sr. Álex Dichtenberg
Tesorero: Cr. Gustavo Kabrán
Secretario: Sr. Ari Kaczka
Integrantes de las comisiones de trabajo

Arq. Jack Pérez,
Cr. Gustavo Kabran,
Ec. Ari Kaczka,
Sr. Gabriel Troschanski,
Sr. Pedro Grauser,
Sr. Mario Bruck,
Sr. Iuval Olesker,
Sr. Nicolás Longinotto,
Sr. Martín Schindler,
Sr. Mario Mendlowicz,
Sr. Kevin Lubinsky,
Comisión de Básquetbol

Presidente: Cr. Mauricio Sulimovich

## Básquetbol 1.ª División
Fue ascendido a la Segunda División del Baloncesto uruguayo en 1972 y a la Primera División en 1973, ganando tres campeonatos federales (el más importante torneo de Uruguay de aquella época) en 1975, 1977 y 1994. El equipo se retiró del baloncesto uruguayo en 1997, pero luego volvió en 2004 a la Tercera División de Uruguay. Obteniendo dos promociones en más de tres años.
Las mejores actuaciones de Hebraica Macabi en los últimos años fueron: en las temporadas 2007-08 y 2009-10 en la Liga Uruguaya de Básquetbol , torneo más importante de Uruguay, donde obtuvo el segundo lugar en ambas; y en las temporadas 2011-2012, 2015-16, 2016-17 y 2022-23 se consagró campeón de la Liga Uruguaya de Básquetbol.

## Estadio
Hebraica no tiene un estadio propio para poder jugar la liga, debido a que su estadio, ubicado en el barrio Ciudad Vieja, en la calle Camacua, no tiene la capacidad suficiente. Por eso, hace de local en el estadio del club Trouville, que tiene una capacidad mucho mayor. 
Durante el periodo del bicampeonato, y también la temporada siguiente, supo ser local en la cancha del club Tabaré.

## Palmarés
La Asociación Hebraica y Macabi ha logrado tres campeonatos federales y cuatro ligas uruguayas de basquetbol. 
| Palmarés                    | Palmarés                               | Palmarés             |
| --------------------------- | -------------------------------------- | -------------------- |
| Torneos                     | Titulos                                | Sub-campeonatos      |
| Campeonato Federal          | (3) 1975, 1977, 1994                   | (3) 1974, 1979, 1995 |
| Liga Uruguaya de Básquetbol | (4) 2011-12, 2015-16, 2016-17, 2022-23 | (1) 2007-08          |
| Torneo Super 4              | (1) 2015-16                            |                      |